# Giuseppe Isola
Tommaso Giuseppe Isola (* 7. April 1808 in Genua; † 21. Juli 1893 ebenda) war ein italienischer Historien- und Porträtmaler.

## Leben
Giuseppe Isola wurde 1808 in Genua als Sohn von Gaetano Isola und Maria Annunziata Rolleri geboren. Sein Vater besaß ein Möbelgeschäft in der Nähe von San Giorgio, wo Isola seine ersten Arbeiten ausstellte, darunter auch einige Karikaturen. Der Marquis G. C. Serra war von den Fähigkeiten Isolas beeindruckt und förderte ihn. So ermöglichte er ihm die Teilnahme an Kursen der Accademia Ligustica di Belle Arti unter der Leitung von F. Vinelli und M. Cerruti. 1834 trat er mit dem Gemälde Die Verschwörung des Gian Luigi Fieschi erstmals an die Öffentlichkeit. Er studierte die Werke der alten Meister, insbesondere Zeichnungen und Wandgemälde und unternahm Studienreisen in die Lombardei, die Toskana und nach Rom, wo er 1847 ein Porträt Pius’ IX. malte. 1841 wurde er von König Karl Albert zum Hofmaler ernannt. Zusammen mit anderen Künstlern war er in den 1840er Jahren an der Ausschmückung des 1822 von den Savoyern erworbenen königlichen Palastes in Genua beteiligt und schuf Fresken mit mythologischen Motiven. Als Hausmaler von Maria Brignole Sale De Ferrari half er ihr unter anderem, ihre Gemäldesammlung zu ordnen und zu konservieren.
1845 wurde Isola Mitglied der Accademia Ligustica, von 1848 bis 1851 leitete er dort die Elementarklasse für Zeichnen, von 1851 bis 1871 die Schule für Relief- und Aktzeichnen und ab 1872 die Schule für Modellieren. Zu seinen Schülern zählen Nicolò Barabino, Gabriele Castagnola und Raffaele Giannetti. Er war Mitglied der Accademia di San Luca sowie der Akademien von Bologna und Perugia.
Isolas Vorbilder waren Maler des 16. und beginnenden 17. Jahrhunderts, insbesondere Domenichino. Seine frühen Gemälde erinnern an den Zeichenstil von Luigi Sabatelli und zeigen auch den Einfluss von Francesco Hayez. Er war ein gefragter Historienmaler, der mit Vorliebe Motive aus dem italienischen Mittelalter und der Renaissance wählte. Der Anschluss der Republik Genua an das Königreich Sardinien infolge des Wiener Kongresses führte bei den adeligen Auftraggebern zu Themen, die den vergangenen Ruhm der Republik und ihre großen Persönlichkeiten wie Andrea Doria verherrlichten und nationalistisch aufluden. Neben Ölgemälden schuf er Fresken in genuesischen Palästen und Kirchen, letztere in einem neobarocken Stil. Als Porträtmaler wurde er für die wahrheitsgetreue und frische Darstellung gelobt. Seine veristischen Porträts zeigen eine Verwandtschaft mit den Werken Giovanni Migliaras und Giuseppe Canellas. Mit seinen gründlichen Kenntnissen der altgenuesischen Wandmalerei war Isola auch häufig als Restaurator tätig.

## Werke

### Ölgemälde

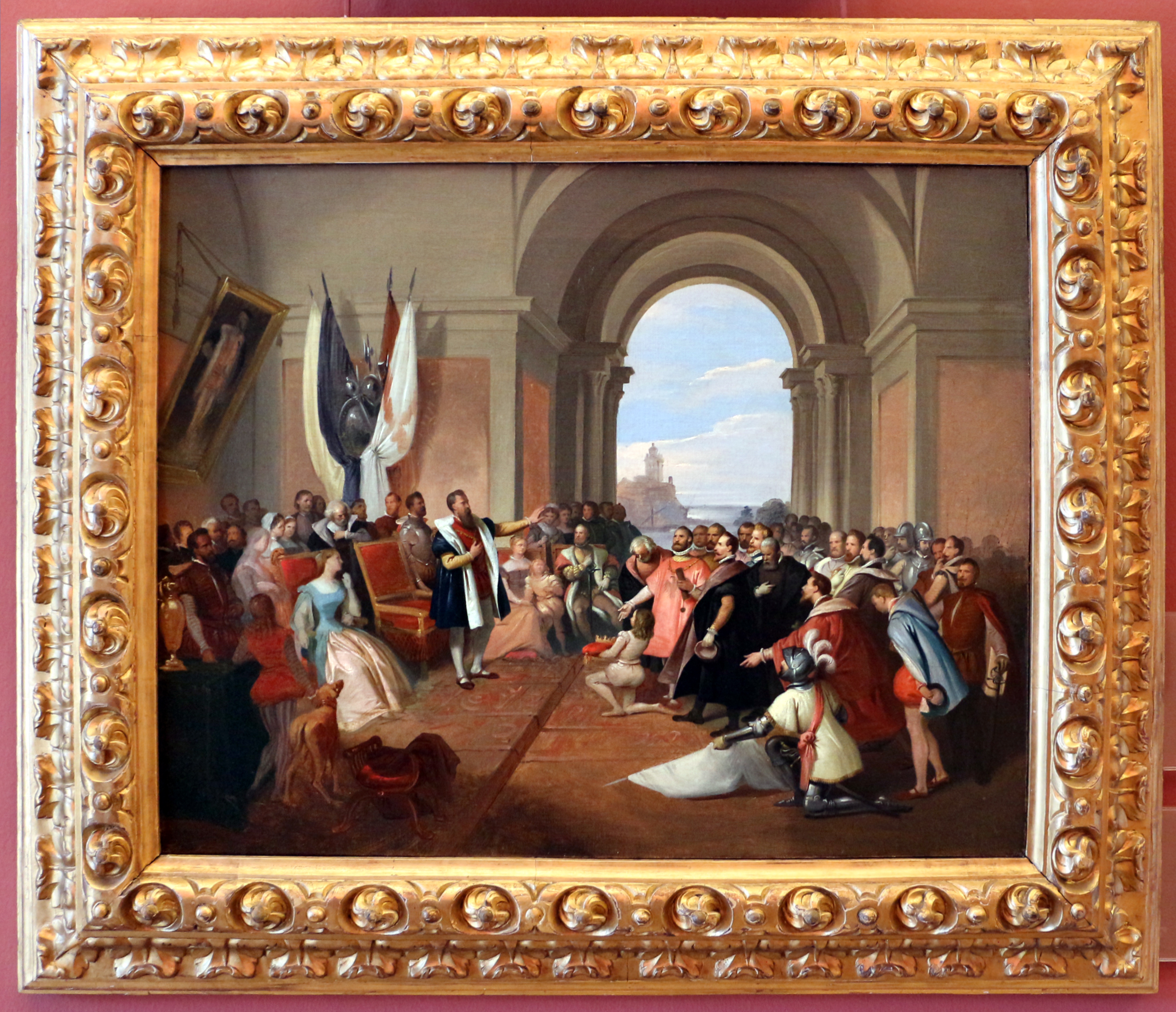
Andrea Doria weist die Krone zurück

- La congiura di Gian Luigi Fieschi (Die Verschwörung des Gian Luigi Fieschi), 1834
- Il conte di Carmagnola condannato a morte dal Senato di Venezia si congeda dalla famiglia (Der vom Senat von Venedig zum Tode verurteilte Graf von Carmagnola nimmt Abschied von seiner Familie), 1836
- Assassinio di Alessandro de’ Medici (Die Ermordung des Alessandro de’ Medici), 1836
- La morte di Opizzino d’Alzate (Der Tod des Opizzino d'Alzate), 1837
- Alcuni drappelli de’ dragoni del re sbaragliano i Francesi sotto Mondovì (Einige Abteilungen der Dragoner des Königs besiegen die Franzosen unter Mondovì), 1844, Basilica di Superga, Turin
- Strage degli innocenti (Bethlehemitischer Kindermord), 1851, Palazzo Reale, Turin
- Tormento di sant’Antonio (Versuchung des hl. Antonius), 1857, Museo Civico, Turin
- Andrea Doria rifiuta la corona (Andrea Doria weist die Krone zurück)
- Colombo in catene (Kolumbus in Ketten), um 1863 (Palazzo Rosso, Genua)

### Fresken

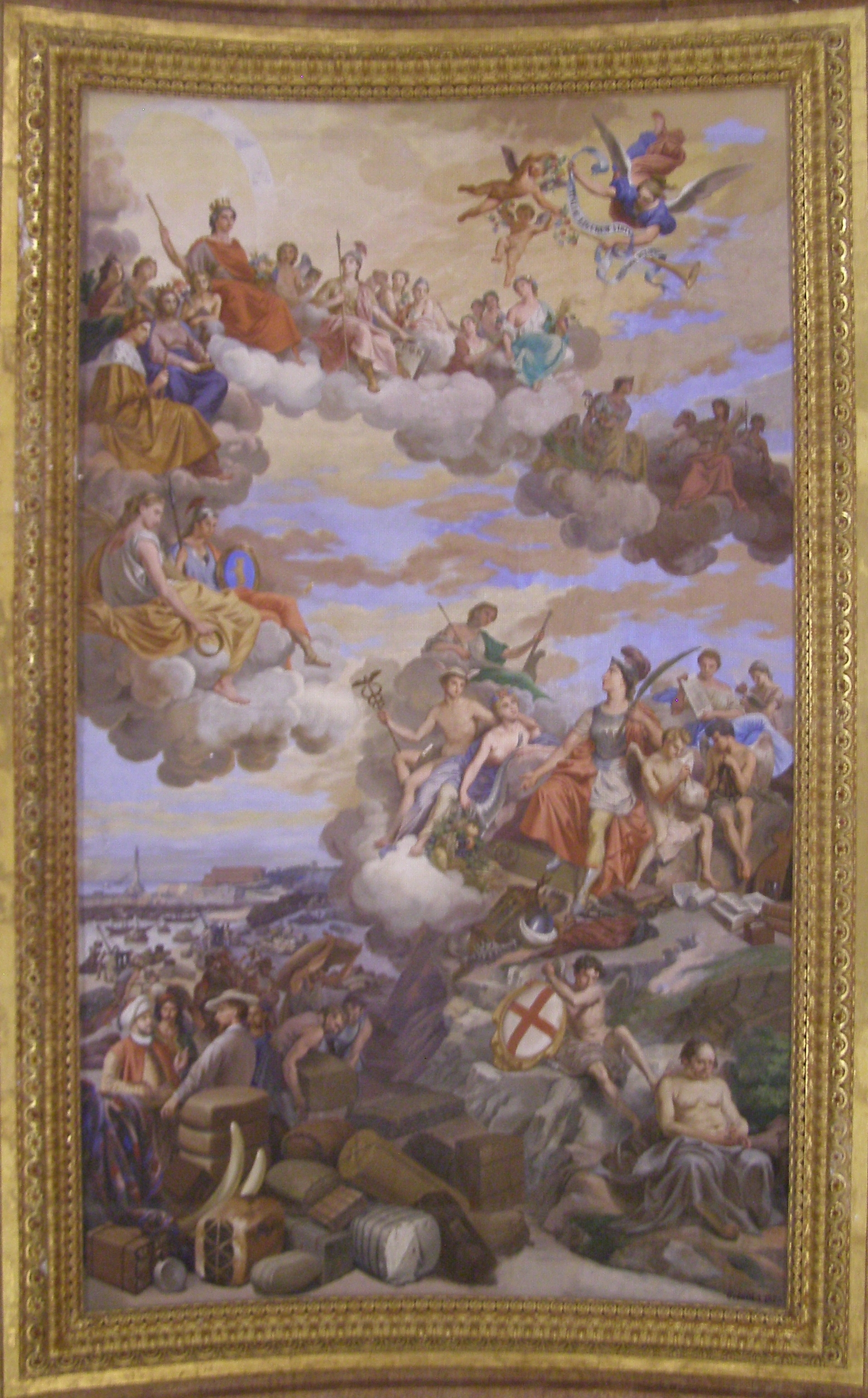
Allegorie des ligurischen Handels, Palazzo Ducale, Genua

- Fresken der Cappella Serra in der Basilica della Santissima Annunziata del Vastato, Genua, um 1840
- Deckenfresko Giano consegna a Giove le chiavi del tempio della Guerra (Janus übergibt Jupiter die Schlüssel zum Kriegstempel), Audienzhalle des königlichen Palastes, Genua, 1843
- Deckenfresko Giove manda sulla terra la Giustizia e la Prosperità (Jupiter schickt Gerechtigkeit und Wohlstand auf die Erde), Ballsaal des königlichen Palastes, Genua, um 1843
- Fresken in der Kirche San Giorgio, Genua, 1857
- Deckenfresko Allegoria del Commercio dei Liguri (Allegorie des ligurischen Handels), Saal des großen Rates im Palazzo Ducale, Genua, 1865
- Deckenfresko Il Trionfo della Scienza in Liguria (Der Triumph der Wissenschaft in Ligurien), Große Aula der Universität Genua, 1871
- Fresken in der Kirche San Francesco di Paola, Genua
- Fresken in der Kirche Santa Maria della Consolazione, Genua, 1874